# John Starr
Pour les articles homonymes, voir Starr.
 (janvier 2023).
La mise en forme du texte ne suit pas les recommandations de Wikipédia : il faut le « wikifier ».
Les points d'amélioration suivants sont les cas les plus fréquents. Le détail des points à revoir est peut-être précisé sur la page de discussion.
- Les titres sont pré-formatés par le logiciel. Ils ne sont ni en capitales, ni en gras.
- Le texte ne doit pas être écrit en capitales (les noms de famille non plus), ni en gras, ni en italique, ni en « petit »…
- Le gras n'est utilisé que pour surligner le titre de l'article dans l'introduction, une seule fois.
- L'italique est rarement utilisé : mots en langue étrangère, titres d'œuvres, noms de bateaux, etc.
- Les citations ne sont pas en italique mais en corps de texte normal. Elles sont entourées par des guillemets français : « et ».
- Les listes à puces sont à éviter, des paragraphes rédigés étant largement préférés. Les tableaux sont à réserver à la présentation de données structurées (résultats, etc.).
- Les appels de note de bas de page (petits chiffres en exposant, introduits par l'outil «  Source ») sont à placer entre la fin de phrase et le point final[comme ça].
- Les liens internes (vers d'autres articles de Wikipédia) sont à choisir avec parcimonie. Créez des liens vers des articles approfondissant le sujet. Les termes génériques sans rapport avec le sujet sont à éviter, ainsi que les répétitions de liens vers un même terme.
- Les liens externes sont à placer uniquement dans une section « Liens externes », à la fin de l'article. Ces liens sont à choisir avec parcimonie suivant les règles définies. Si un lien sert de source à l'article, son insertion dans le texte est à faire par les notes de bas de page.
- La présentation des références doit suivre les conventions bibliographiques. Il est recommandé d'utiliser les modèles {{Ouvrage}}, {{Chapitre}}, {{Article}}, {{Lien web}} et/ou {{Bibliographie}}. Le mode d'édition visuel peut mettre en forme automatiquement les références.
- Insérer une infobox (cadre d'informations à droite) n'est pas obligatoire pour parachever la mise en page.

Pour une aide détaillée, merci de consulter Aide:Wikification.
Si vous pensez que ces points ont été résolus, vous pouvez retirer ce bandeau et améliorer la mise en forme d'un autre article.
John Starr, dit Bob Starr, né le 6 août 1908 et mort en 1996, est un artiste et soldat britannique, agent secret du Special Operations Executive, section française (F). Sous le nom de guerre « Bob », il mit en place le réseau ACROBAT qui soutint la résistance française dans la zone de Saint-Étienne à Dijon, de mai à juillet 1943. Arrêté par les Allemands, emprisonné et déporté, il survécut. Son histoire est racontée dans le livre The Starr Affair de Jean Overton Fuller.

## Identités
- État civil : John Ashford Renshaw Starr
- Comme agent du SOE :
  - Nom de guerre (field name) : « Émile » puis « Bob »
  - Nom de code opérationnel : ACROBAT (en français ACROBATE)

## Famille
- Son père : Alfred Demarest Starr, de nationalité américaine.
- Sa mère : Ethel Renshaw, de nationalité britannique.
- Son grand-père : William Robert Renshaw.
- Son frère : George Reginald Starr, également agent du SOE.
- Ses enfants : Ethel, John et Lionel Starr.

## Biographie

### Avant la guerre
(Premières années : informations manquantes, texte à compléter)
1938. Il cherche à s’engager dans la Royal Air Force, mais en est empêché en raison de la nationalité américaine de son père.

### Pendant la Seconde Guerre mondiale
1940. Ayant obtenu la permission du War Office, il rejoint à Rouen l'unité britannique King's Own Scottish Borderers regiment, puis est affecté dans la Field Security Police à Nantes. Après la percée allemande en France, son unité est évacuée en Grande-Bretagne via Saint-Nazaire. Il poursuit son entraînement avec la Field Security Police à Winchester, avant d’être affecté au War Office comme artiste et finalement au Special Operations Executive.
1942.
Première mission : déterminer dans quelle mesure le réseau CARTE peut alimenter une armée secrète mobilisée.
- Août. Il est parachuté dans la nuit 27/28. Nom de guerre (provisoire) : « Émile »
- Novembre. Il rentre en Angleterre[2].

1943.
Deuxième mission : construire un réseau (baptisé ACROBAT par le SOE) dans la région de Saint-Étienne à Dijon. Nom de guerre « Bob ».
- Mai. Il est parachuté près de Lons-le-Saunier (Jura). Il prend avec lui John Young « Gabriel » comme opérateur radio, et Diana Rowden « Paulette » comme courrier.
- Juillet. Le 18, sur trahison, il est capturé par les Allemands et placé dans la prison du Sicherheitsdienst (SD) à Dijon, puis transféré à la prison de Fresnes, au sud de Paris.
- 25 novembre. Il tente de s'évader par les toits de la Gestapo, avec Noor Inayat Khan « Madeleine », et avec le colonel français Léon Faye du réseau Alliance. Les barreaux de la cellule de Noor Inayat Khan n'étant pas suffisamment sciés, ils perdent du temps. La tentative échoue[3] : John Starr est atteint par balle à la cuisse[4].

Hans Kieffer leur demande de donner leur parole d'honneur de ne plus tenter de s'évader. Seul John Starr accepte de signer. Il est emprisonné au quartier-général du SD à Paris, 84 Avenue Foch, et y reste jusqu'au départ des Allemands.
1944.
- Il est transféré de l’avenue Foch au camp de concentration de Sachsenhausen près de Berlin. De nombreux prisonniers y sont exécutés par pendaison, mais il échappe à ce sort en raison de la quarantaine due à l’arrivée du typhus dans le camp. Il en profite pour se joindre à un groupe de prisonniers qui doivent être transférés au camp de concentration de Mauthausen, près de Linz en Autriche.
- Exploitant sa capacité à passer pour un Français, il rejoint un groupe de prisonniers français et belges placé sous la garde de la Croix Rouge et finalement envoyé en Suisse vers la fin de la guerre.

### Après la guerre
Après la guerre, John Starr ouvre une boîte de nuit à Hanley, Staffordshire, en partenariat avec les frères Alfred et Henry Newton, des agents du SOE qu’il avait croisés lors de son entraînement spécial et Avenue Foch, et qui étaient revenus du camp de concentration de Buchenwald.
Plus tard, il retourne vivre à Paris, puis en Suisse.
1996. Il meurt en Suisse.

### Sources et liens externes
- Notices d'autorité :   - VIAF
  - GND
- Michael Richard Daniell Foot, Des Anglais dans la Résistance. Le Service Secret Britannique d'Action (SOE) en France 1940-1944, annot. Jean-Louis Crémieux-Brilhac, Tallandier, 2008,  (ISBN 978-2-84734-329-8). Traduction en français par Rachel Bouyssou de (en) SOE in France. An account of the Work of the British Special Operations Executive in France, 1940-1944, London, Her Majesty's Stationery Office, 1966, 1968 ; Whitehall History Publishing, in association with Frank Cass, 2004. Ce livre présente la version officielle britannique de l’histoire du SOE en France.
- Marie-Madeleine Fourcade, L'Arche de Noé, t. 2, Paris, éditions Fayard, coll. « Le Livre de poche » (no 3140), 1971 (réimpr. 1998) (1re éd. 1968), 446 p.